# Bar köl
Bar köl je hořkoslané jezero na severozápadě Číny v mezihorské pusté kotlině na severozápadním úpatí hřbetu Karlik ve východním Ťan-šanu. Má rozlohu 140 km². Rozloha bažin a promáčené půdy v okolí jezera je 250 km². Leží v nadmořské výšce 1585 m.

## Pobřeží
Pobřeží je bažinaté. Přibližně 20 km na východ leží město Barkol.